# 格利康

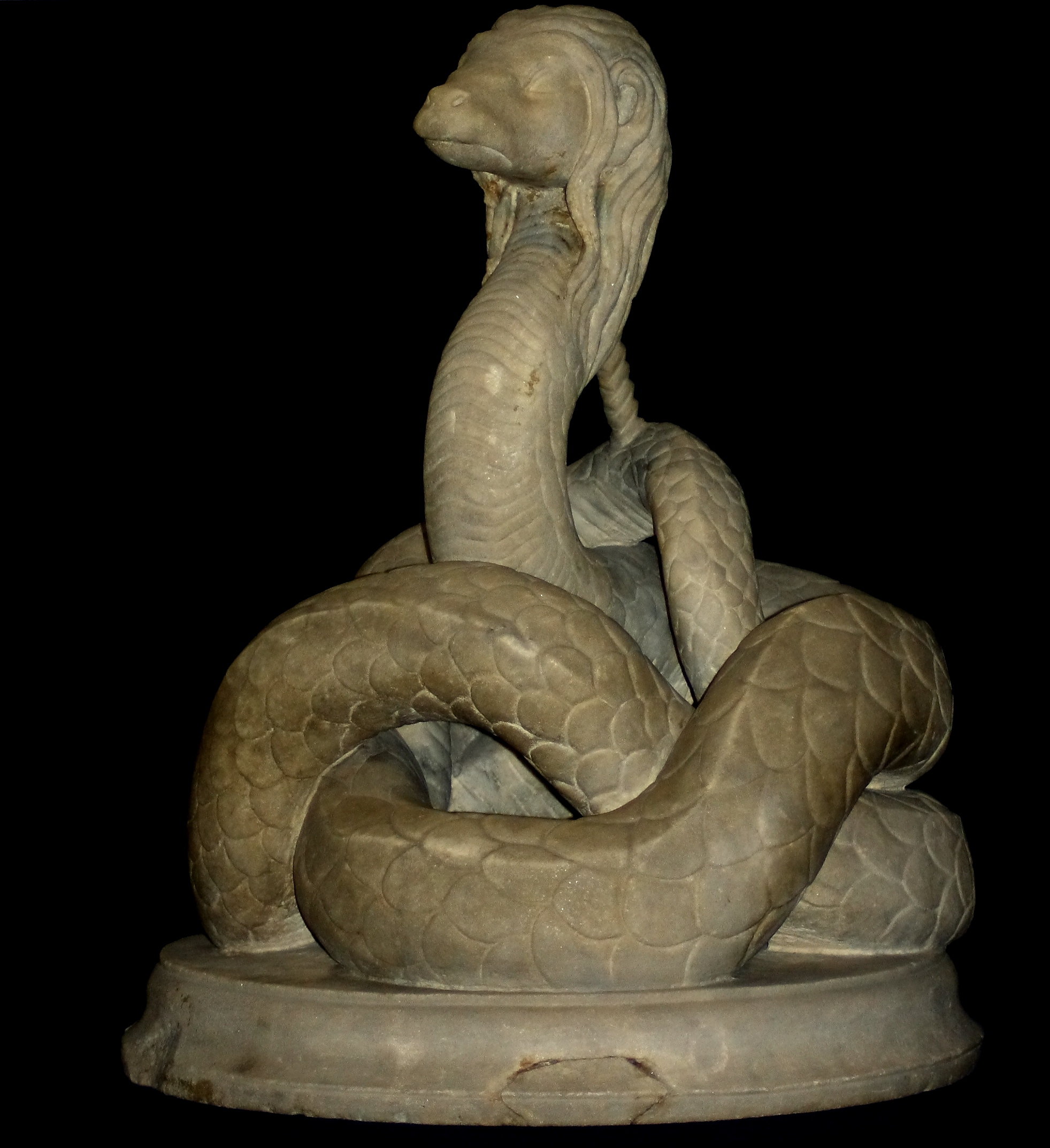
格利康

格利康（Glycon）是2世紀在羅馬帝國流行的蛇神，發源於馬其頓，由預言家亞波諾提科斯的亞歷山大所創，根據諷刺作家盧奇安，他認為蛇神其實是手偶，此信仰在4世紀仍有流傳，之後因欠缺記載而狀況不明。